# Béla Drahos

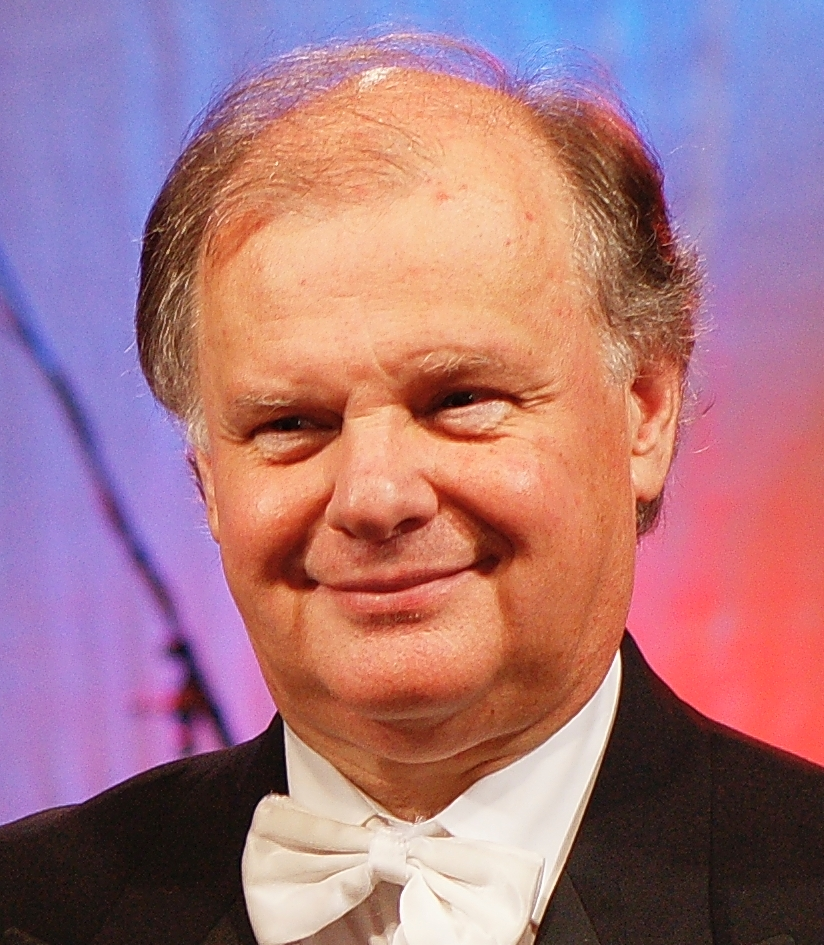
Der ungarische Flötist und Dirigent Béla Drahos nach einem Konzert in Budapest am 24. Oktober 2009.

Béla Drahos (* 14. April 1955 in Kaposvár) ist ein ungarischer Flötist und Dirigent.

## Biographie
Béla Drahos begann im Alter von acht Jahren Flöte zu spielen. In seiner Jugend gewann er mehrere Preise, darunter den ersten Preis beim internationalen Wettbewerb Concertino Prague. 1992 debütierte er als Dirigent. Drahos arbeitete unter anderem mit der österreichischen Gitarristin Johanna Beisteiner, dem ungarischen Komponisten Robert Gulya sowie den Budapester Symphonikern, wo er auch Solist auf der Querflöte war. Er nahm mehrere Tonträger für Naxos sowie Gramy Records auf.

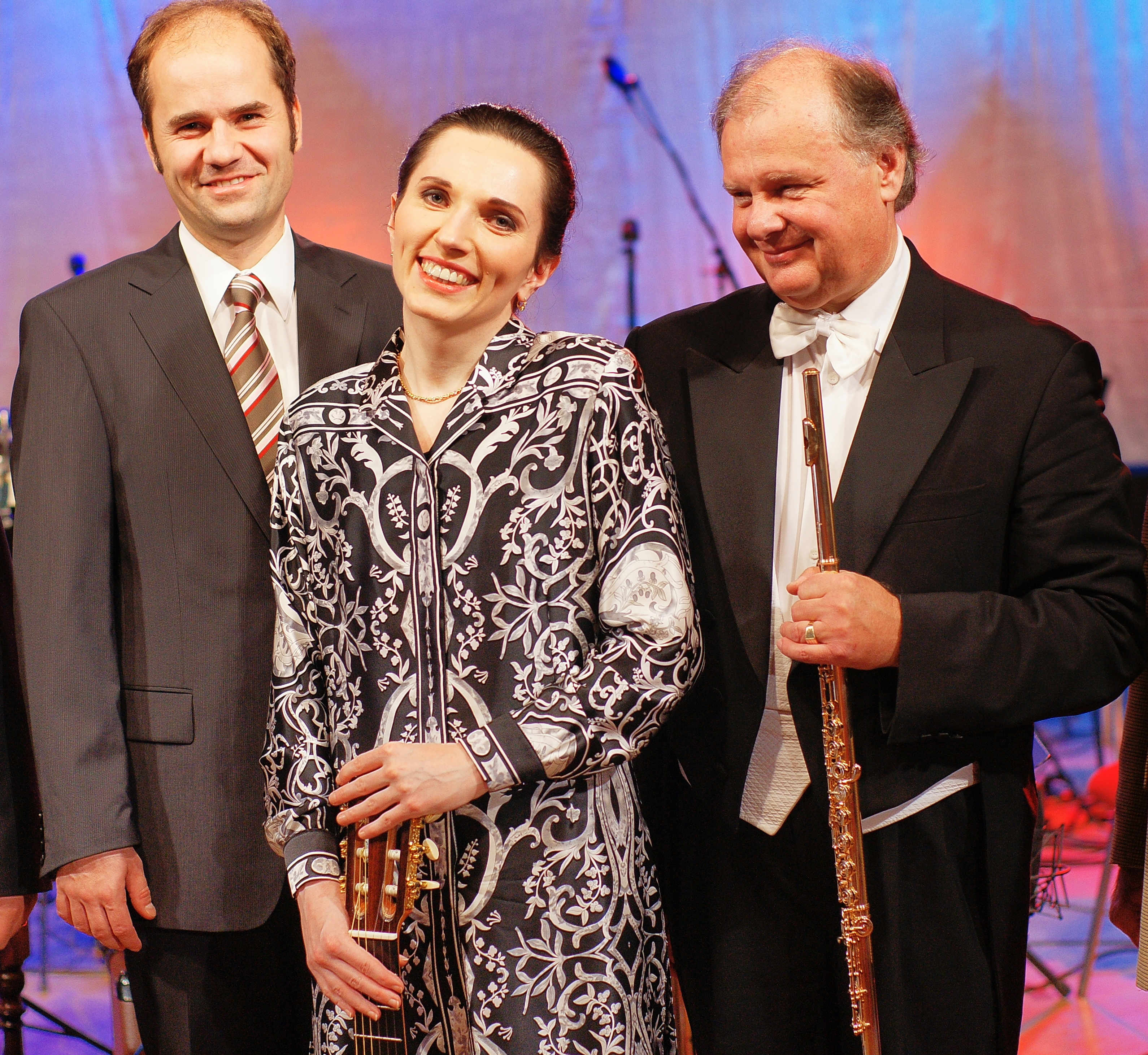
Die österreichische Gitarristin Johanna Beisteiner (Mitte) mit dem ungarischen Flötisten und Dirigenten Béla Drahos (rechts) sowie dem ungarischen Komponisten Robert Gulya (links) nach einem Konzert in Budapest am 24. Oktober 2009.

## Diskografie
- 1992: Bach, C.P.E.: Sonatas for Flute and Harpsichord, Wq. 8387 (Naxos)
- 1998: Vivaldi: Flute Concertos Vol. 1 (Naxos)
- 2000: Vivaldi: Flute Concertos Vol. 2 (Naxos)
- 2002: Chill with Vivaldi (Naxos)
- 2004: Between Present and past (Gramy Records)
- 2005: Flute Moments (Naxos)
- 2010: Live in Budapest (Gramy Records). Videobeispiele zum Konzert für Gitarre und Orchester und zum Tango Der Milonguero und die Muse von Robert Gulya in einem Live-Konzert mit Béla Drahos, Johanna Beisteiner und den Budapester Symphonikern.